# Moherowe berety

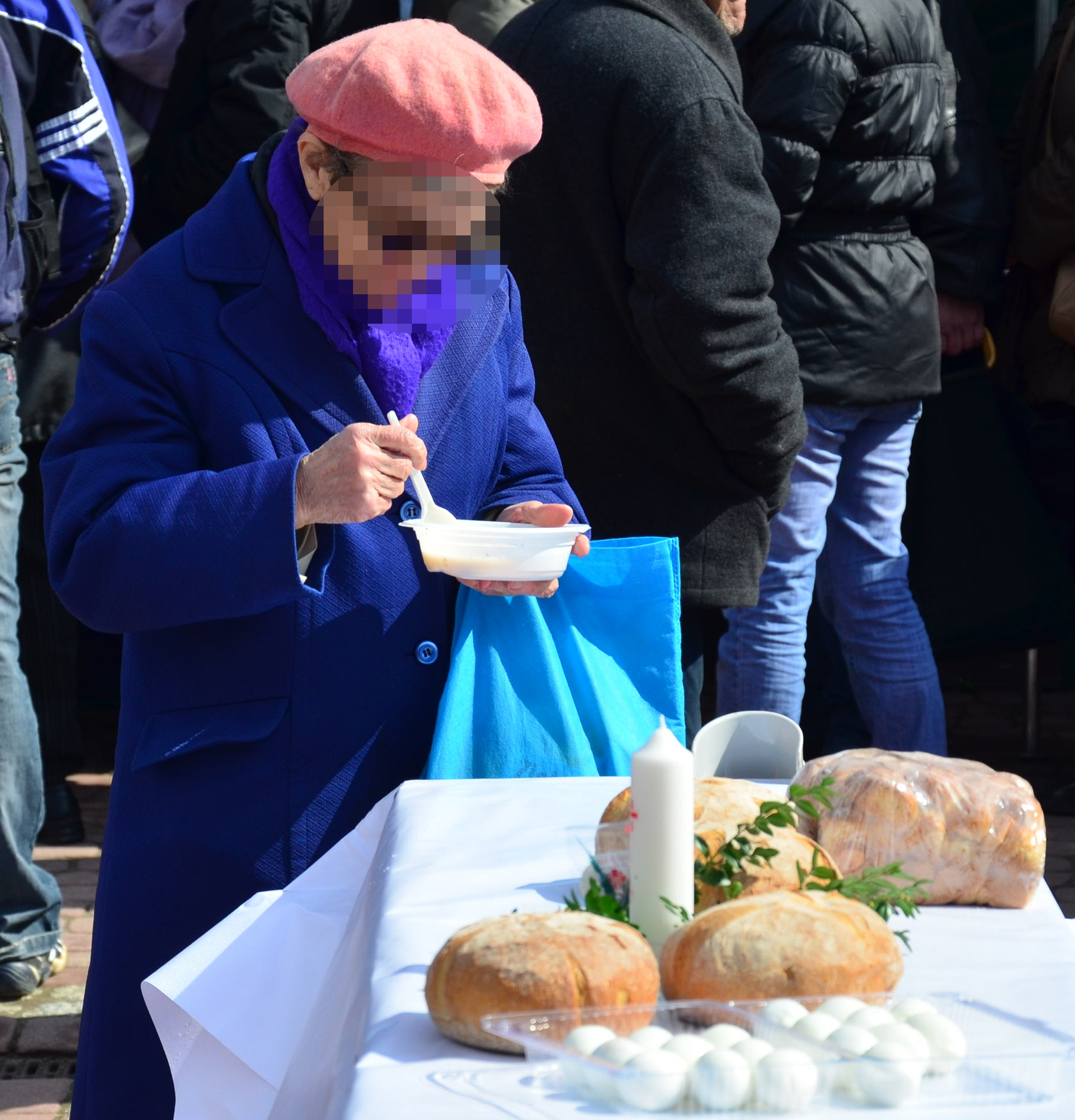
Starsza kobieta w moherowym berecie

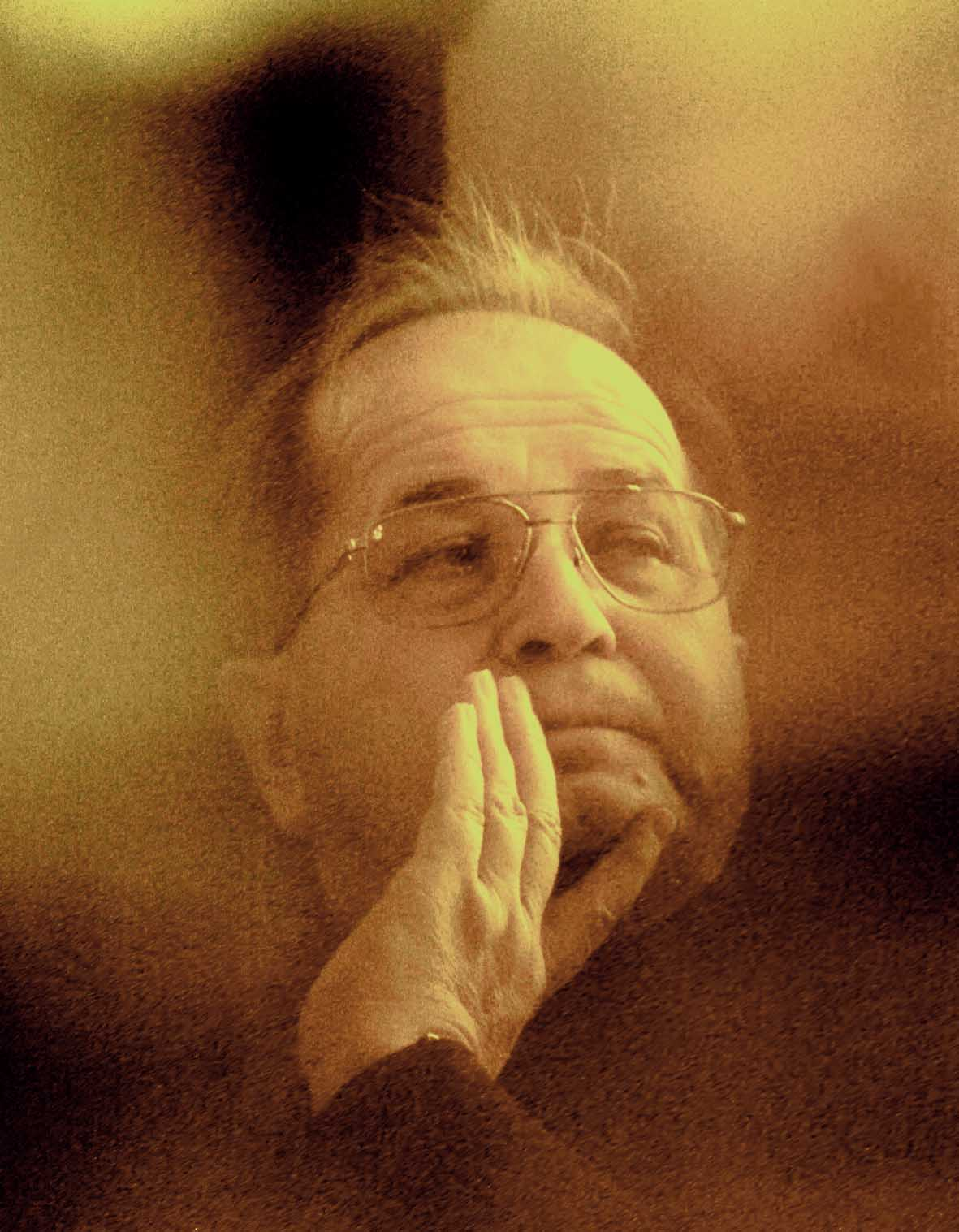
o. Tadeusz Rydzyk

Moherowe berety (pot. mohery) – pejoratywne określenie osób zazwyczaj starszych, identyfikujących się z poglądami społeczno-politycznymi głoszonymi przez konserwatywno-narodowy nurt polskiego katolicyzmu, którego reprezentantem są m.in. media związane z Tadeuszem Rydzykiem. Określenie to powstało od charakterystycznego nakrycia głowy – moherowego beretu, stereotypowo wiązanego z tego typu osobami.

## Historia
Na przełomie XX i XXI wieku beret z moheru lub jego imitacji, często zrobiony samodzielnie, był popularnym nakryciem głowy wśród kobiet starszego pokolenia.
Robert Górecki, fotoreporter toruńskiej redakcji „Gazety Wyborczej”, 7 grudnia 2002 wykonał zdjęcie dużej grupy kobiet w starszym i średnim wieku oglądających uroczystości 11. rocznicy powstania Radia Maryja na telebimie zamontowanym w ustawionym z tej okazji namiocie w Toruniu. Kobiety w większości były ubrane w płaszcze i miały na sobie nakrycia głowy. Zdjęcie ukazało się w Tygodniku „Angora” z podpisem: „PARTIA MOHEROWYCH BERETÓW, czyli słuchaczki Radia Maryja podczas uroczystości 11-lecia rozgłośni”. Był to najprawdopodobniej pierwszy przypadek, w którym użyto publicznie tego określenia w odniesieniu do grupy słuchaczy Radia Maryja.
Określenie z czasem pojawiało się coraz częściej w mediach i przestrzeni publicznej. 23 października 2004 w dzienniku „Rzeczpospolita” ukazał się artykuł Mai Narbutt pt. Labirynty księdza prałata, w którym nawiązano do zwrotu: „Ekstatycznie wpatrzone w prałata Jankowskiego starsze kobiety oklaskami przyjmują niemal każde jego słowo. W Gdańsku mówi się, że ksiądz prałat ma swój «legion moherowych beretów»”.
Określenie zostało podchwycone w publicystyce i w dyskusjach na forach internetowych, a z czasem zaczęło być stosowane w odniesieniu do szerszych grup społecznych niż tylko słuchacze Radia Maryja. Wyborców reprezentujących poglądy konserwatywno-narodowe nazywano „moherowym elektoratem”.
W dyskursie politycznym termin „moherowa koalicja” został użyty przez posła Donalda Tuska podczas debaty sejmowej nad exposé prezesa Rady Ministrów Kazimierza Marcinkiewicza 10 listopada 2005 (Polska naprawdę nie jest skazana na, tak jak ją Polska od wczoraj nazywa, moherową koalicję). Przewodniczący Platformy Obywatelskiej określił w ten sposób zawiązywaną wtedy nieformalną koalicję sejmową partii Prawo i Sprawiedliwość, Liga Polskich Rodzin i Samoobrona RP, która była politycznym oparciem dla rządu Marcinkiewicza. Na tym samym posiedzeniu Sejmu 10 listopada 2005 Andrzej Lepper, przewodniczący Samoobrony RP, nawiązał do użytego przez Tuska zwrotu, mówiąc: „Moherowe berety wygrały z koalicją aksamitnych kapeluszy”. Wypowiedź Tuska wzbudziła kontrowersje, zwłaszcza w mediach powiązanych z Tadeuszem Rydzykiem, które wspierały powstający rząd. Oburzenie wyrazili również niektórzy hierarchowie kościelni. Tusk kilka dni później przeprosił za ten zwrot zbulwersowaną Julitę Kon z Olsztyna (Proszę nas przeprosić za moherowe berety, bo obraził pan mnie i inne starsze panie), którą spotkał, gdy w towarzystwie ekipy telewizyjnej był spotkaniu z protestującymi członkami olsztyńskiej spółdzielni mieszkaniowej „Domator”.
W późniejszych latach zwrot „moherowe berety” zaczął być używany również w znaczeniu żartobliwym i pozytywnym m.in. w mediach i reklamie oraz przez osoby o poglądach konserwatywnych. W grudniu 2016, na uroczystościach 25. rocznicy powstania Radia Maryja, do zwrotu nawiązał prezydent Andrzej Duda, mówiąc: „Wyśmiewane moherowe berety okazały się równie sprawne jak szare berety jednostek specjalnych GROM”.

## Parodia
Moherowe berety są motywem przewodnim satyrycznego utworu zespołu Big Cyc „Moherowe berety”, który ukazał się w kwietniu 2006 w albumie pod tym samym tytułem. Na zdjęciach promocyjnych do tego albumu członkowie grupy noszą na głowach berety z moheru. Nawiązaniem do moherowych beretów jest także utwór „Moherowy ninja” z płyty Gra? formacji El Doopa.